# Абрахам Френкель
Абраха́м Галеві (Адольф) Фре́нкель (івр. אברהם הלוי (אדולף) פרנקל; нім. Abraham Halevi (Adolf) Fraenkel; 17 лютого 1891, Мюнхен — 15 жовтня 1965, Єрусалим) — ізраїльський математик родом з Німеччини. Був одним із перших сіоністів і першим деканом математичного факультету Єврейського університету в Єрусалимі. Відомий як один із авторів аксіоматичної теорії множин Цермело-Френкеля.

## Біографія
Абрахам Френкель народився 17 лютого 1891 року в Мюнхені,Німеччина у ортодоксальній єврейській сім'ї. Його батько був торговцем тканин з вовни. У 1896 році Френкель був зарахований до міської гімназії й будучи 5-річною дитиною читав іврит. Після закінчення гімназії у 1909 році, вивчав математику в університетах Мюнхена, Берліна, Марбурга та Бреслау. В 1914 році, у віці 23 років, Френкель отримав степінь доктора наук з математики в університеті Бреслау. З початком війни його забрали в німецьку армію, де протягом наступних двох років він служив як сержант в медичному корпусі. Він також деякий час працював на метеорологічній службі німецької армії. В 1916 році Абрахам захистив докторську дисертацію. Після закінчення війни читав лекції у Марбурзькому університеті, (стає професором з 1922 року).
28 березня 1919 року одружився з Вільгельміною Принс, подружжя мало четверо дітей.
Потім Френкель полишив Марбург в 1928 і викладав в Кільському університеті протягом року. Після цього він прийняв пропозицію очолити щойно організований математичний факультет Єврейського університету в Єрусалимі, заснованого 4 роки до цього, й одразу покинув Німеччину. Абрахам став першим деканом цього факультету, впродовж декількох років був ректором університету. В 1956 пішов у відставку, віддавши посаду своєму минулому учню Абрахаму Робінсону. В останні роки свого життя, Френкель читав лекції в університетах Бар-Ілана, Рамат-Гана.
Абрахам Френкель був відданим сіоністом. Він брав участь у політичній діяльності, будучи членом Ваад Лєумі, виконавчого комітету Єврейського Палестинського Національного зібрання під час британського мандату. Френкель був також членом Мізракі, релігійного руху в сіонізмі. Ця організація сприяла розвитку релігійної єврейської освіти, а саме, запровадження релігійних шкіл, та піднімала питання про набуття законності щодо браку та розлучення.

## Наукова діяльність
Перші праці Френкеля були присвячені р-адичним числам Курта Гензеля, а також теорії кілець.
Вчений найбільш відомий завдяки своїй праці над аксіоматичною теорією множин. В 1919 році у Марбурзі Абрахам опублікував першу статтю на цю тему (Einleitung in die Mengenlehre). Він зробив дві спроби в 1922 та в 1925 побудувати аксіоматичний фундамент теорії множин, який дозволив би уникнути парадоксів. Френкель намагався вдосконалити означення Цермело, і в межах своєї системи аксіом, він довів незалежність аксіоми вибору. Його система аксіом була покращена Торальфом Сколемом в 1922, щоб дати те, що сьогодні відомо як система аксіом Цермело-Френкеля.
Френкель мав також цікавість до історії математики й написав ряд важливих робіт на цю тему. Він писав про «роботу з алегбри» Гауса в 1920, а в 1930 Абрахам опублікував біографію Георга Кантора. В 1960 році він опублікував статтю «'Єврейські математики та астрономи'». Також Френкелю належить ряд робіт пов'язаних з проблемами розвитку освіти в Ізраїлі.
Кілька студентів Френкеля зробили важливий вклад у розвиток математики, включаючи Робінсона, який замінив Френкеля, коли той пішов у відставку зі своєї посади ректора в Єврейському університеті.

## Нагороди
В 1956 році, Френкель був нагороджений премією Ізраїлю, за свій вклад у розвиток точних наук.

## Опубліковані праці
- 1908. Bestimmung des Datums des jüdischen Osterfestes für die Zeitrechnung der Mohammedaner. Журнал Zeitschrift für Mathematik und Naturwissenschaft Unterricht, № 39.
- 1909. Eine Formel Verwandlung Judischer Daten in mohammedanische. Журнал  Monatsschrift für Geschichte Wissenschaft де Judentums, 53. Jahrgang, Heft 11-12.
- 1910. Die Berechnung де Osterfestes.  Journal für Reine Angewandte Mathematik, тому 138.
- 1918. Praktisches zur Universitätsgründung in Jerusalem.  Der Jude 3:404-414.
- 1918b. Mathematik und Apologie. Jeschurun, 5:112-126.
- 1919. Einleitung in die Mengenlehre. Берлін, видавництво Юліуса Шпрінгера.
- 1920. Materialien für Eine Wissenschaftliche Biographie von Gauss.
- 1921. «Die neueren Ideen Grundlagung der Analyse und Mengenlehre». Jahresbericht Der Deutschen Mathematiker-Vereinigung.
- 1922b. "Поняття"певна"і незалежність аксіоми вибору" в Жан Геєнорт, 1967.  Від Фреге до Геделя: Збірник матеріалів по математичній логіці, 1879—1931. Гарвардський університет. Преса: 284—289.
- 1922 рік. «Zu Den Grundlagen Кантора-Zermeloschen Mengenlehre»,' Mathematische Annalen 86: 230-7.
- 1924 рік. «Die neueren Ideen Grundlegung дер Аналіз унд Mengenlehre» в Jahrsebericht Der Deutschen Mathematiker-Vereinigung, 33 т., 97-103.
- 1924 рік. «Єврейський університет в Єрусалимі (з точки зору православ'я)».  Єврейські Форум січня: VII (1), 27-31.
- 1924b «Єврейський університет в Єрусалимі (з точки зору православ'я)». ' Єврейським форум, травень: VII (5), 299—302.
- 1925 рік. «Leben, Natur, релігія». ' Jeschurun 12:337-348.
- 1930 рік. «Кантор», в Jahresbericht дер Deutschen Mathematiker-Vereinigung 39, 189—266. Також з'явилася окремо, як' Георг Кантор Лейпциг: BG Teubner і скорочений в Gesammelte Кантора Abhandlungen.
- 1930-1 (5691). «אמונות ודעות לאור מדעי הטבע». Частина 1 в' ההד VI (8) 16-19, частина 2' ההד VI (9). Передруковано разом, як монографії' ההד в 1931 році Передруковано в 1987-8. Переклад Марка Zelcer в Hakirah т. 12.
- 1930-1b. «Die heutigen Gegensätze в дер Grundlegung дер Математик». В Erkenntnis 1 Bd.
- 1935. "Кантор Zum Diagonalverfahren, « Fundamenta Mathematicae[en] 25, 45-50.
- 1935. „Про метод Кількість пар“.  Філософія науки 2 (1).
- 1938 рік. „Альфред Леві (1873—1935)“. В Scripta Mathematica[en]. Том V (1).
- 1939 рік. „Натуральних чисел кардиналів“. В Scripta Mathematica[en] VI (2).
- 1940 рік. „Натуральних чисел порядкові“. В Scripta Mathematica[en] VII (1-4).
- 1941 рік. „מכתב למערכת“. В' הצופה 12 вересня p8.
- 1943 рік.  הילודה בישוב ובעיותיה. Єрусалим: Д. Б. Аронсон.
- 1943b. יצחק ניוטון 1642—1942. דברים שנאמרו על — ידי ד»ר י.ל. מאגנס, …, א.ה. פרנקל … י רקח … בחגיגת ניוטון שנערכה באוניברסיטה העברית בירושלים, ביום ג'אדר תש "ג [1943]. ירושלים: חברה להוצאת ספרים על — יד האוניברסיטה העברית
- 1943c. «Проблеми та методи в сучасній математики -. 1 В Scripta Mathematica[en] IX (1).
- 1943d. „Проблеми та методи в сучасній математиці — 2“. В Scripta Mathematica[en] IX (2).
- 1943e. „Проблеми та методи в сучасній математики — 3“. В Scripta Mathematica[en] IX (3).
- 1943c. „Проблеми та методи в сучасній математиці — 4.“ В Scripta Mathematica[en] IX (4).
- 1944. „Проблеми та методи в сучасній математиці — 5“. В Scripta Mathematica[en] X (3-4).
- 1945 рік. „על נימוקיהם של דחיית אד“ו ושל הסדר גו»ח אדז"ט לשנים המעוברות" У YL Фішман (ed.) זכרון לנשמת הרב אברהם יצחק הכהן קוק למלאות עשר שנים לפטירתו, קובץ תורני — .. מדעי Моссад Єрусалимі Рав Кук.
- 1946. «Виступ Авраама А. Френкеля». У день Засновник: Dropsie коледж івриті та споріднених навчання. Адреси:. Почесний Herbert H. Lehman, професор Абрахам Френкель Філадельфія: Dropsie коледжу.
- 1946. «Недавні суперечки про Підстави математики.» В Scripta Mathematica[en] XII (4).
- 1947 рік. «Єврейський Університет і Положенням про середню освіту в Палестині». В' єврейської освіти 18:2.
- 1947 рік. «Недавні суперечки з приводу підстави математики». В Scripta Mathematica[en] XIII, стор 17-36.
- 1951 рік. «Про кризу принцип виключеного третього». В Scripta Mathematica[en] XV (1-2).
- 1953 рік.  מבוא למתמטיקה: בעיות ושיטות מן המתמטיקה החדישה. Рамат-Ган: Масада видання.
- 1953b. Анотація теорії множин. Amsterdam: North Holland
- 1955 рік.  Цілих чисел і теорії чисел. Нью-Йорк: [Scripta Mathematica], єшиви університету.
- 1955б. «. על סדר התפילות בקיבוץ הדתי» В שי לישעיה: ספר יובל לר "ישעיהו וולפסברג בן הששים. Ю. Тірош (ed.). Тель-Авів: Мерказ LeTarbut Shel Поель Мізрахі; 193—194.
- 1958 рік. «משום ירקיא — משום מתיא». У Шимон Гершон Браунштейн і Chorgon (ред.) ספר יובל לכבוד שמואל קלמן מירסקי. Нью-Йорк: Ваад HaYovel; 248—250.
- 1960 рік. «Єврейського математика і астрономія». В Scripta Mathematica[en] XXV, стор 33-47. (Опубліковано в: на івриті в' Техніка Umada, Тель-Авів, 1947. Виноска 12 з Scripta Mathematica[en] версія стверджує, що стаття була написана в 1930 році.)
- 1960 рік. Епістемологія і логіка. Synthese 12, стор 333—337.
- 1960 рік. «Теорія множин» в Британській енциклопедії.
- 1961.  Нариси з підстав математики, присвячений А. А. Френкеля до сімдесятиріччя з дня річчя. І. Бар-Гіллела, EIJ Poznanski, MO Рабіна і А. Робінсон, ред. Єрусалим, Єврейський університет: Magnes Press.
- 1966 (1953). ' Анотація теорії множин. Північна Голландія.
- 1966 рік.  Теорії множин і логіки. Addison-Wesley.
- 1966 рік. «עיבור שנים וקידוש החודש». В אמונה, דת ומדע. Єрусалим: Misrad HaChinuch VeHaTarbut.
- 1967 рік.  Lebenskreise: Aus Den Erinnerungen eines jüdischen Mathematikers. Deutsche Verlags-Anstalt.
- 1969 рік. «הלוח העברי».  Енциклопедія Hebraica, т. 26.
- 1973 (1958). (З Єгошуа Бар-Гіллел, Азріель Леві і Дірк ван Дален) Основи теорії множин. North Holland.